# Piriac-sur-Mer

Piriac-sur-Mer este o comună în departamentul Loire-Atlantique, Franța. În 2009 avea o populație de 2,245 de locuitori.